# NGC 2484
NGC 2484 este o galaxie lenticulară situată în constelația Linxul. A fost descoperită în 21 ianuarie 1885 de către Édouard Stephan⁠(d).